# Liste der Monuments historiques in Poullaouen
Die Liste der Monuments historiques in Poullaouen führt die Monuments historiques in der französischen Gemeinde Poullaouen auf.

## Liste der Bauwerke
| Bezeichnung              | Beschreibung | Standort | Kennzeichnung | Schutzstatus | Datum | Bild           |
| ------------------------ | ------------ | -------- | ------------- | ------------ | ----- | -------------- |
| Kirche St-Pierre-St-Paul |              | (Lage)   | PA00090316    | Classé       | 1914  | weitere Bilder |

## Liste der Objekte
- Monuments historiques (Objekte) in Locmaria-Berrien in der Base Palissy des französischen Kultusministeriums
- Monuments historiques (Objekte) in Poullaouen in der Base Palissy des französischen Kultusministeriums